# Phil (auteur)
Pour les articles homonymes, voir Durant.
Philippe Durant, dit Phil, né le 30 août 1964 à Waha (province de Luxembourg) et mort le 18 avril 2012 à Liège, est un artiste belge, notamment auteur de bande dessinée.

## Biographie
Philippe Durant naît le 30 août 1964 à Waha.
Phil se forme par la lecture de bandes dessinées, qu’il se procure en se rendant en train à Namur. À Marche-en-Famenne, il est le voisin de José Parrondo. Il voue une passion au dessin et il participe à ses premiers fanzines lorsqu'il est encore en humanités.
Dans les années 1980, il déménage brièvement à Bruxelles (Saint-Gilles) avant de s'installer à Liège.
En 1989, il réalise la vidéo À cause d’une bonne tasse de café.
Il a été primé à plusieurs reprises pour son travail de dessinateur de presse (fonction qu'il exerça notamment dans l'éphémère quotidien belge Le Matin, et qu'il exercera encore jusqu'à son décès dans C4, un magazine belge « pour et par les chômeurs » fondé par l'équipe du Cirque Divers).
Scénariste et dessinateur de bande dessinée, il a collaboré à la réalisation et à l'édition de nombreux fanzines — plus de 1000 selon le décompte de Patrice Bauduinet — avec, entre autres, José Parrondo, Clarke, Patrice Bauduinet dit « l’Empereur Patrice », Jean-Philippe Stassen, Joe G. Pinelli, Jean-Claude Mornard, etc.
Depuis dix ans, ses bandes dessinées sont publiées dans le magazine français Psikopat. Il a par ailleurs édité à compte d'auteur des dizaines de volumes de ses séries La Chopine ardente et Imper-Michel. Son fanzine Phil Comix comptant à lui-seul près de 80 numéros.
En 1994, il envoie à Thierry Tinlot, alors rédacteur en chef du Journal de Spirou, une bande dessinée réalisée sur un carton à pizza usagé ; ce dernier lui écrit sa réponse sur un morceau de papier toilette taché de sauce béarnaise. Une intense relation épistolo-alimentaire s'installe entre les deux hommes qui conduira Phil à devenir collaborateur régulier de la rubrique La Balise à cartoons.
En 2000, il est sélectionné pour faire partie des auteurs de l’album anthologique Comix 2000 édité par L'Association.
En 2003, il peint les décors du film La Nuit du 6 au 7, du cinéaste Patrice Bauduinet et, en 2006, ceux de Chloé.
Il a collaboré à bon nombre de fanzines : Courant d’air, Mycose, Saucysson magazine, Le Petit Saucysson illustré, Detruitu, Porron, Que Suerte (Madrid), Steak Tartare (Liège), George (Bruxelles), Tagada (Marloie), Höla (Liège), Kick (Liège), Mondo Graphico (Madrid), etc.
Phil est aussi auteur-compositeur-interprète du groupe Les Solides Gaillards.
Phil se sachant malade, meurt d'un cancer le 18 avril 2012 à Liège à l'âge de 47 ans,,. Phil est inhumé à Liège,.

## Style
Phil était un chroniqueur attentif de la vie de bistrots, « au gros trait noir et à l'humour très barré ». Les cafés de Liège lui tenant lieu d'atelier.
Selon ActuaBD, « quelque part entre les traits de Jean-Marc Reiser et ceux de Philippe Vuillemin, Phil avait une patte et un humour à la fois tendre et grinçant. »

## Œuvre

### Publications
Bibliographie partielle
- Gilbert, Roberta et les autres… Nondidju !
  1. Tome 1 (Phil, 1988)
  2. Tome 2 (Front de la Jeunesse Ringarde, 1988)

  - Gilbert, Roberta et les autres… Nondidju[18] !, Et ta sœur, Bruxelles, 2013
- Phil dessine au feutre débile (Phil, 1989)
- Tom
  1. Tome 1 (Éditions Pouet - Boum, 1990)
  2. Tome 2 (Éditions des Ténèbres, 1990)
- Zim et l'homme (Phil, 1990)
- Le 6 mai (EKE, 1991)
- Phil, numéro un (Phil, 1991)
- Grôku, le magazine de Tom (tome 2, Phil, 1992)
- Panique Far From The Earth (Joie de Lire, 1992) – Anticipation
- Les Expériences du professeur Tôsz (Joie de Lire, 1992) – Essai scientifique
- Histoire sans parole - Face au Woku (Joie de Lire, 1992)
- Les Animaux de la forêt (Joie de Lire, 1992) – Livre de coloriage
- Bazar
  - no 1 (Phil-1992)
  - no 1 bis (Mouvement Universel Ridicule, 1992)
  - no 1 ter (Mouvement Universel Ridicule, 1992)
  - no 1, 2e série (Mouvement Universel Ridicule, 1994)

- La Chopine ardente
  1. Une bière SVP (Mouvement Universel Ridicule, 1992)
  2. La Chopine ardente, le return (Éditions Courant d'air, 1994)
  3. Le Return du return (La Byrouth des épices, 1995)
  4. La Chopine ardente (cuvée 2006) (Phil janvier 2006)

- Les Jolies Contes (Phil, 1993)
- Imper Michel
  1. Les Extraordinaires Aventures d’Imper Michel (La Byrouth des Épices, 1994)
  2. Imper-Michel Comix (Édition Frikadel, 1996)
- Je suis parti de rien pour arriver en Roture (Papier journal - Cirque Divers, 1994)
- Future Comics - issue 1 (Phil, 1994)
- Karatch (Édition Strass, 1994)
- An half-hour around Del Prado (Phil Belgium, 1994)

- Phil Comix
  1. Tome 1 (Phil, 1994)
  2. Tome 2 (Phil, 1995)
  3. Le Must (Phil, 1995)
  4. Tome 4 (Éditions Chorizo Chaud, 1995)
  5. Phil Comix 48 (Phil, 2003)
  6. Phil comix 49 (Phil, mai 2003)
  7. Phil Comix 53 (Phil, juin 2003)
  8. Phil comix 60 – L’Effervescence (Phil, janvier 2005)
  9. Phil Comix 61 (Phil, janvier 2005)
  10. Phil Comix 62 (Phil, janvier 2006)

- La Vie n’est pas facile tous les jours, mais ça va quand même bien certains jours, ça dépend des moments. tomes 1 à 4 (Édition No Problemo, 1996)
- Deux kilos de bonheur quotidiens (La Byrouth des Épices, 1997)
- Relax (La Byrouth des Épices, 1997)
- Un après-midi au café des arts (date inconnue)
- Le Slip de Youri (Phil, 1997)
- Le Slip de Youri[19], Clandestine books, Bruxelles, 1998
- Printemps 92 (Phil, 1997)
- Les Intellectuels (Brain Produk, collection « Hydrocéphale », 1998)
- Therapic comics (Éditions Les amis de l’escalope, 1998)
- Le Monde en l’an 3000 – Étude actuelle (Éditions Les amis de l’escalope, 1998)
- Pas de nouvelle, bonne nouvelle (Phil, 1998)
- From Belgium with loft (Phil, 1999)
- Cheap travel comix – Le Guide du pinard (Phil, 2000)
- Retrouvature de planches tome 1 (Éditions El Balbheur, 2000)
- Chiasse incontrôlable comix[20] (The Karma Komix, 2001)
- Bistroye (C4, 2002)
- Carnet de mars 2002 (Phil, 2002)
- Hop, grrr, bof (Mycose, 2002)
- Caravane des quartiers (Phil, 2002)
- Fête patronale comix (Phil, septembre 2003)
- La Nuit du 6 au 7 (Édition des lucioles, septembre 2003)
- Babouin[21]
  - no 1 bis[21] 4 ans après (Phil, 2004)
  - no 2[21] (Phil, 2004)
  - no 3 (Phil, 2004)
- En direct du Baxter nos 1 à 4 (Phil, juin-juillet 2004)
- En direct du Baxter (réédition, Mycose, janvier 2005)
- Melting popotte[22], Grand Hôtel, Charleroi, février 2007)
- Cinemacomix[23], Et ta sœur, Bruxelles, 2012.
- Le Jardin extraordinaire (croquis d'après nature)[24], Et ta sœur, Bruxelles, 2015.

### Collectifs
- Comix 2000, L'Association, décembre 1999
Scénario : Collectif - Dessin : Collectif dont Phil - Couleurs : noir et blanc -  (ISBN 284414022X)
- Mycose vacances[12], Mycose, juillet 2005
Scénario : Collectif - Dessin : Collectif dont Phil - Couleurs : noir et blanc,Couverture : Ptit Marc (Marc Bernard).

### Cinéma
Phil a participé aux films de Patrice Bauduinet.
- En tant qu'acteur : Carnapouille opéra comique, Casting, Fais-moi Coin coin, Bon appétit ! et La Nuit du 6 au 7[9] ;
- Coréalisation des décors : Carnapouille opéra comique, La Nuit du 6 au 7[9] et Chloé[11].

### Exposition
- Serial killer au repos, Musée d'Ansembourg, Grand Curtius, Liège, du 6 au 29 avril 2012[17].

## Postérité
Dans le numéro 3866 de Spirou daté du 16 mai 2012, ses collègues et amis lui rendent hommage avec des cartoons signés par Philippe Bercovici, Libon, Kroll, Lécroart, Lasserre, Capucine, JBGG, Thiriet, Fifi, Joan et Benoît Feroumont, parmi d'autres.

#### Livres
- Jacques Fiérain, « Phil », dans La BD dans les provinces de Liège, Namur et Luxembourg, Charleroi, Éd. l'Âge d'or, 2004, 112 p., ill. ; 31 cm (ISBN 9782960019698, OCLC 470388297, présentation en ligne), p. 81.

#### Périodiques
- Louis Cance, « Remember Phil », Hop !, Aurillac, AEMEGBD, no 134,‎ juin 2012 (ISSN 0768-9357).
- Erwin Dejasse, Philippe Capart et Frédéric Paques, « La bande dessinée à Liège : l’aurore des fanzineux », Art&Fact, Liège, no 31,‎ 2012, p. 51-61 (lire en ligne [PDF]).
- Henri Filippini, « Critiques - les étoiles dBD Deux maîtres en BD pour un Prince : Le dernier gag de Phil », dBD, no 65,‎ juillet-août 2012, p. 23 (ISSN 1951-4050).